# Ponte Youyi
Il ponte di Thakot è stato gettato nel 1978 presso l'omonima cittadina pakistana per superare il fiume Indo durante la costruzione della strada del Karakorum. Ha una lunghezza totale di 130 m.
Alla sua costruzione ha partecipato sia personale cinese che della Frontier Works Organization pakistana che scelsero la soluzione del ponte sospeso retto da 42 piloni distanziati di 3 metri. 
In memoria degli sforzi e delle vittime sofferte dal personale cinese e pakistano nella costruzione dell'intera strada del Karakorum, il ponte è stato poi ribattezzato Youyi, parola cinese che significa "fratellanza". 
Il ponte è anche noto localmente come Chinese bridge (ponte cinese in inglese).